# Vincent Labrie

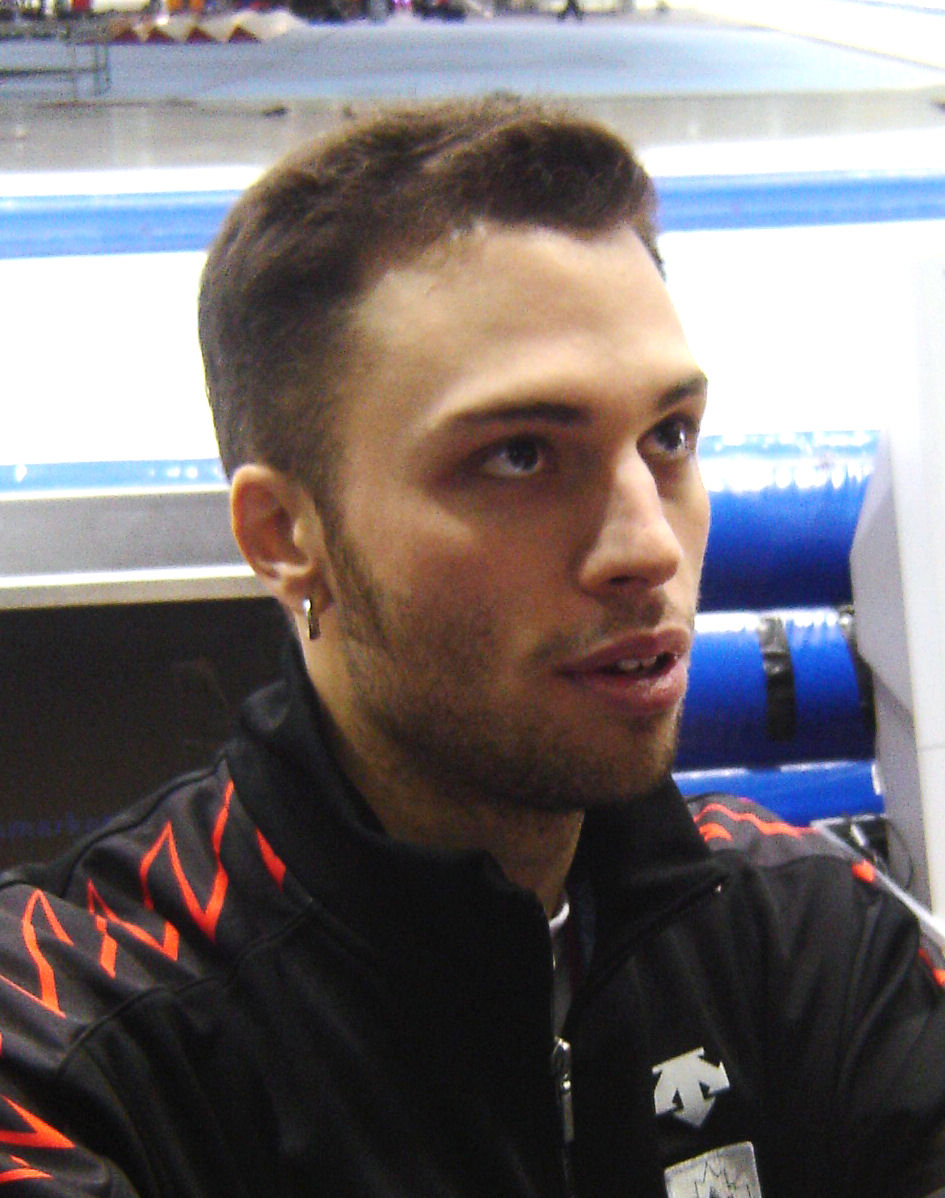
Vincent Labrie (2006)

Vincent Labrie (* 14. Februar 1983) ist ein kanadischer Eisschnellläufer.
Vincent Labrie ist seit der Saison 2005/06 international aktiv. In Salt Lake City trat der Spezialist für kurze Distanzen erstmals im Weltcup an und wurde 20. über 500 Meter. In der Folgezeit lief er meist in der B-Gruppe. Im Januar 2007 schaffte er mit einem neunten Platz über 100 Meter in Heerenveen erstmals den Sprung unter die besten Zehn eines Weltcuprennens. Dieselbe Platzierung erreichte er auch 2007 in Calgary. Höhepunkt der Karriere war bislang die Teilnahme an den Olympischen Spielen 2006 von Turin. Hier wurde Labrie über 500 Meter eingesetzt und belegte den 29. Rang.

## Eisschnelllauf-Weltcup-Platzierungen
| Platzierung | 100 m | 500 m | 1000 m | 1500 m | 5000/10000 m | Team |
| ----------- | ----- | ----- | ------ | ------ | ------------ | ---- |
| 1. Platz    |       |       |        |        |              |      |
| 2. Platz    |       |       |        |        |              |      |
| 3. Platz    |       |       |        |        |              |      |
| Top 10      | 4     | 4     |        |        |              |      |

(Stand: Nach der Saison 2007/08)